# Нурмиярви (озеро)
Нурмиярви — бессточное озеро на территории Юшкозерского сельского поселения Калевальского района Республики Карелии.

## Общие сведения
Площадь озера — 1,2 км². Располагается на высоте 123,0 метров над уровнем моря.
Форма озера лопастная, подковообразная. Берега преимущественно заболоченные.
Нурмиярви поверхностных стоков не имеет и принадлежит бассейну озера Нижнего Куйто.
К северу югу и востоку от озера проходит лесная дорога.
Код объекта в государственном водном реестре — 02020000811102000004968.